# WPS Office
WPS Officeは、中国のソフトウェア会社の金山軟件（Kingsoft Corporation）の子会社である金山弁公軟件（Kingsoft Office Software Corporation Limited）が開発、販売する無料および低価格帯のオフィススイート製品である。日本では同社のジョイントベンチャーであるキングソフト株式会社が販売、サポートを行っている。WPSの名前は構成している各ソフトウェアの名称「Writer」「Presentation」「Spreadsheets」の頭文字に由来する。
かつてはKINGSOFT OfficeやKSOfficeなどと名乗っていたが、アメリカでは2014年に、日本では2016年にWPS Officeの名前へ順次統一されている。

## 構成ソフト
- WPS Writer：ワープロソフト（Word互換）
- WPS Presentation：プレゼンテーションソフト（PowerPoint互換）
- WPS Spreadsheets：表計算ソフト（Excel互換）
- WPS PDF：PDFビューア

## 特徴
Microsoft Officeに類似したユーザインタフェースと操作性、Microsoft Officeとの高いファイル互換性が特徴である。
Microsoft Officeの廉価な完全コピー版ではなく、使用頻度が少ないと考えられた機能は省略され、一方、タブ式のファイル表示や「段落書式のアシスタント」機能など、オリジナル要素が付加されている。
Microsoft Officeと似ていることによる訴訟リスクについて、代表取締役の広沢一郎は、「特許違反については、マイクロソフトの特許を精査して、問題がないようにした。著作権についても、弁理士と相談し法的に問題がないであろうと考えている」と説明している。
無料および低価格であることも特徴の一つであり、安価なオフィススイートとしてBTOパソコンの選択肢に組み込まれたり、中古パソコンに付属していることもある。

### 無償アップグレード
Kingsoft Office 2007から2016までは、新しいバージョンがリリースされると無償アップグレードが提供され、一度購入すればその後は常に最新版が利用できる形態だった。
2016年11月15日にWPS Officeへリブランドされた際にこの方針は撤回され、「バージョンが変わった場合は、ソフトを買いなおしていただく必要があります」との説明に変わった。しかし、2017年12月31日までの期間限定でKingsoft OfficeのすべてのバージョンからWPS Officeへの無償アップグレードが提供された。
2020年6月9日にWPS Office 2が発売された際にも、WPS Office購入者には2020年12月25日までの期間限定でWPS Office 2への無償アップグレードが提供された。これには前述のKingsoft OfficeからWPS Officeへ無償アップグレードしたものは含まない。

### 評価
日本全国の主要パソコン販売店のPOSデータから決めるBCN AWARDでは、オフィス統合ソフト部門で2010年から10年以上連続でマイクロソフトに次ぐ2位である。キングソフトは独自集計として「オフィス互換ソフト1位」を自称している。
中国では、2000年と2008年に「国家科技進歩賞2等賞」を受賞している。さらに、2009年12月、2010年6月には中央企業調達リストに入選し、オフィスソフトの分野で史上初の2回入選を達成している。

### 無償版
個人で非営利目的にのみ利用できる無料版が提供されている。広告が表示されるほか、一部機能が制限されている。当初は日本語には対応していなかったが、2021年3月からは日本語にも対応した。
対応OSは、Windows、macOS、Linux、Android、iOS。
公式ウェブサイトのほか、Microsoft StoreやGoogle Play、App Storeなどの各種アプリストアからも入手できる。

## トピック

### アメリカにおける使用制限騒動
2021年1月5日、アメリカ大統領のドナルド・トランプは、安全保障上の懸念があるとして、WPS Officeを含む8つの中華系アプリをアメリカ国民が使用することを制限する大統領令に署名した。商務省がこのあと45日以内に禁止対象となる内容を特定することになったが、トランプ大統領の退任に伴い、事実上の棚上げとなる。
2021年6月5日、アメリカ大統領のジョー・バイデンは、この大統領令を撤回した。
結果として、明確なリスクが示されることもなく特に利用を制限されることもなかったが、この一連の騒動で話題になったこともあり、同年には米国での売り上げを伸ばした。また、同年末に米国フォーチュン誌が発表した成長企業の格付け「Future 50」では本ソフトの開発元であるKingsoft Office Softwareが10位にランクインした。

### 中国におけるオンライン共有ファイルの検閲
2022年6月、中国のアマチュア小説家のMituがWPS Officeで作成した小説を、金山弁公軟件が運営するクラウドストレージ上に保存していたところ、「違法な情報が含まれているため開くことはできません」と通知され開けなくなったと主張した。Mituの主張によると、このファイルは以前は他の編集者と共有していたが、ロックされたときはMituだけが編集できる状態だったという。閲覧の権限を他者に与えていたかどうかについてはコメントをしていない。
2022年7月、金山弁公軟件は、中国のサイバーセキュリティ法では、インターネットで情報サービスを提供する事業者には提供されるコンテンツを確認する義務があることを改めて説明し、同社のクラウドストレージサービスも、同法に従い公開される文書等に法律や行政指導による規制で禁止された情報が含まれないか確認していることを説明した。これは不特定多数への公開に限らず、家族や友人など限られた人への共有でも同様である一方で、ローカルに保存したファイルや、クラウドストレージ上に保存しても他者と共有していないファイルについては検閲は行われないことも公表した。違法なファイルのアップロードに対してファイル削除等の処置がとられることは中国に限らず一般的なことだが、当時の中国でこのような処置が行われるのは、広く一般に共有されて多数の人が閲覧して話題になったのちにとられることが多かったため、このような限られた範囲の共有に対しても検閲されることに驚きの声が多くあがった。
なお、日本のキングソフト株式会社が提供しているクラウドサービス「WPS Cloud」「WPS Cloud Pro」は日本のキングソフト株式会社が日本国内のデータセンターで運用しているものであり、金山弁公軟件のサービスとは異なるものである。

## 歴史
1989年に中国でリリースされたワープロソフト「WPS1.0」がその起源である。その後機能を増やしオフィススイートに発展し、一時は中国国内で90%のシェアを占めるが、Windows 95の発売でデファクトスタンダードの地位をMicrosoft Officeに奪われ、シェアを10%にまで落とした。
起死回生の一手として2005年9月にリリースしたのがWPS Office 2005である。あえてMicrosoft Officeに操作性を似せ、同一のファイル形式 (.doc, .xls, .ppt) にしたことが好評を博し、シェアを20%台にまで回復した。

### 日本におけるリリース履歴
日本ではキングソフト株式会社が独自の商標と独自のバージョン番号をつけて販売しているため、他の国とは統一されていない。

#### Kingsoft Office 2007
- 2006年9月21日、発表[6]。
- 2006年11月1日、ベータ版を公開[33]。
- 2007年2月1日、正式ダウンロード版を発売[34][35]。
- 2007年5月8日、v1.1の公開[36]。不具合修正や画像をドラッグ＆ドロップで文書内へ挿入できるなどの操作性の向上。
- 2007年7月19日、バージョンアップの公開[37]。VBAに対応。
- 2008年6月20日、パッケージ版「Kingsoft Office 2007 Plus」を発売[38]。ユーザービリティを中心に機能強化された。
- 2013年12月31日、サポート終了[39]。

#### KINGSOFT Office 2010
- 2009年3月26日、ダウンロード版を発売[40]。
- 2009年4月24日、パッケージ版を発売。
- 2009年9月3日、USBメモリから直接起動できる「KINGSOFT Office 2010 USB起動版」を発売[41]。
- 2010年5月14日、Microsoft Officeにも採用されている「HGゴシック」「HG明朝」など計29種類のフォントを同梱した「KINGSOFT Office 2010 フォント同梱版」を発売[42]。
- Microsoft Office 2007以降のファイル形式 (Office Open XML) の読み込みに対応した。
- 2013年12月31日、サポート終了[39]。

#### KINGSOFT Office 2012
- 2011年10月7日、発売[43]。
- リボンインターフェースを採用した。
- 2014年12月31日、サポート終了[39]。

#### KINGSOFT Office 2013
- 2013年6月25日、発売[44]。
- Microsoft Office 2007以降のファイル形式 (Office Open XML) の読み込み、編集、保存（xlsxのみ）に対応した。
- 2017年12月31日、サポート終了[45]。

#### KINGSOFT Office 2016
- 2016年2月18日、発売[46]。
- Microsoft Office 2007以降のファイル形式 (Office Open XML) の読み込み、編集、保存に完全対応した。
- 2019年6月28日、サポート終了[47]。

#### WPS Office
- 2016年11月15日、KINGSOFT Officeの日本市場での販売開始10周年を迎え、グローバルブランド「WPS Office」へ、リブランドを実施[5]。
- 2022年12月27日、サポート終了[48]。
- 2023年6月12日、OSコマンドインジェクションの脆弱性があることが公表された[49]。すでにサポートを終了しているため、すみやかに使用を停止し、後続製品「WPS Office 2」へ移行するよう呼びかけた[50]。

#### WPS Office 2
- 2020年6月9日、ダウンロード版を発売[51]。
- 2020年9月4日、パッケージ版を発売[52]。
- PDFの作成/閲覧ができるソフト「WPS PDF」が追加された。
- ソフトウェア上では WPS 2019 と表記されている。